# ふじ (砕氷艦)

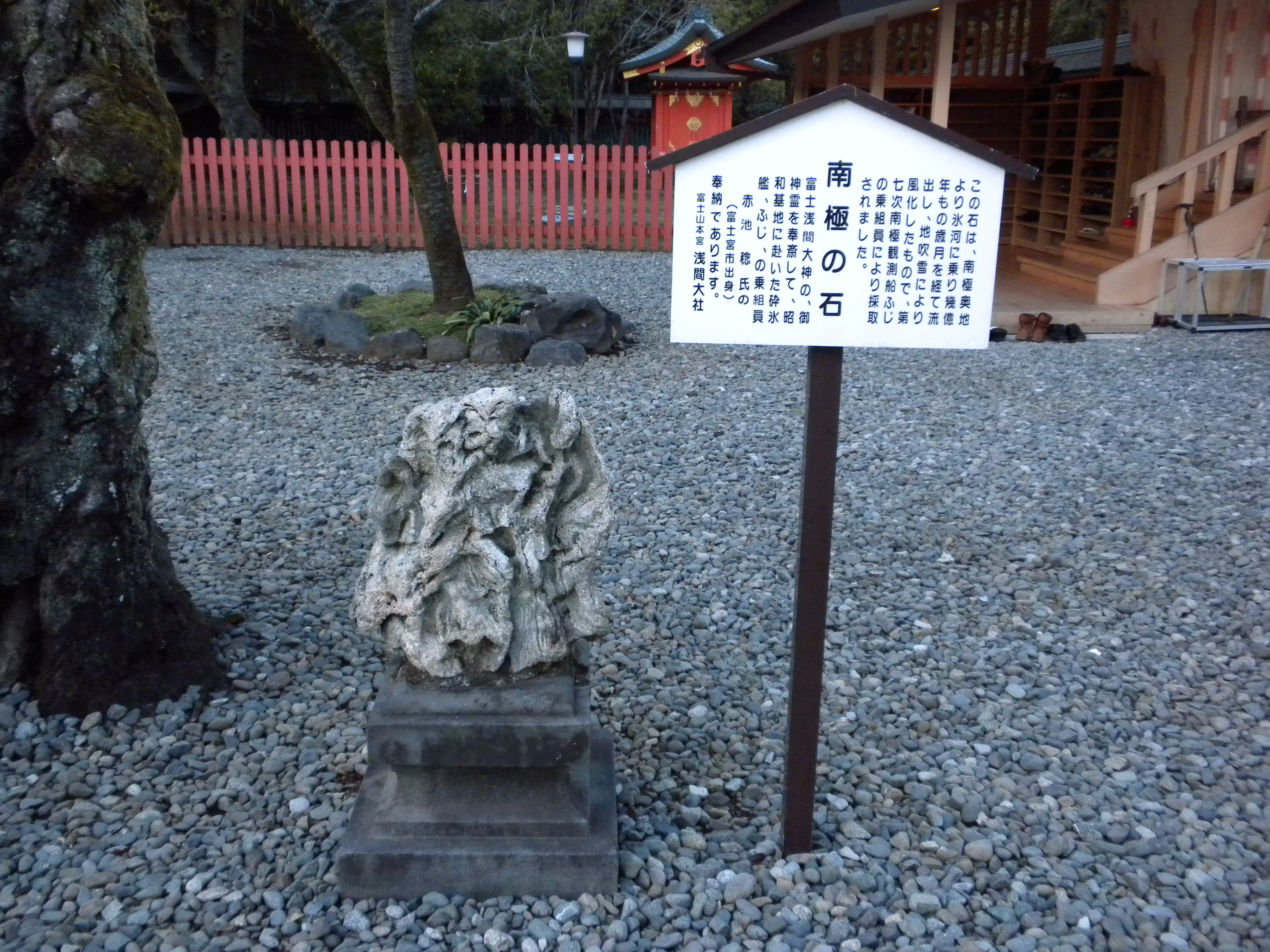
「ふじ」により採取された南極の石（富士山本宮浅間大社）

ふじ（JMSDF AGB FUJI class）は、日本の文部省の2代目南極観測船であり、日本では初となる極地用の本格的な砕氷艦として建造された。自衛艦としては初のヘリコプター搭載艦でもある。
海上自衛隊艦番号AGB-5001。1965年（昭和40年）3月18日に進水、7月15日に竣工。同年から南極観測船としての役割を海上保安庁の「宗谷（そうや）」より引継ぎ、1983年（昭和58年）4月まで海上自衛隊により運用され南極地域観測隊輸送に従事した。
1984年（昭和59年）4月11日に退役。退役の後は南極観測に関する博物館として名古屋港ガーデンふ頭に係留され1985年（昭和60年）8月から一般公開されている。船内の食堂・居室・診療所・理髪店などを蝋人形で再現し、それを通路から窓越しに見学できるようになっている。後継艦は「しらせ」(初代)。

## 概要
艦名は日本の最高峰である富士山に由来し、同名の艦艇としては大日本帝国海軍のスループ「富士山」および戦艦「富士」に次いで3代目となる。砕氷船として、一般の船舶に比べて横幅が広いのが特徴である。
連続砕氷可能な氷の厚さは80～120cm、最大砕氷能力は6m。貨物の積み下ろし用に艦前部に2基、後部に2基のクレーンを有している。
艦後部にはヘリコプター格納庫及びヘリコプター甲板となっており、偵察及び輸送用にS-61A-1を2機、氷状調査用にベル47G2Aを1機搭載している。

## 設計
1962年（昭和37年）8月21日、防衛庁は文部省から非公式に要請をうけて、「宗谷」の代船建造に関する研究調査を開始した。日本では1921年（大正10年）に旧海軍が北方海域警備のため砕氷艦大泊を川崎重工神戸造船所で竣工させたが、その後は建造経験がなく、極地用の本格的な砕氷艦の設計は研究開発からしなければならなかった。設計方針を考える上で当時アメリカ海軍最新の砕氷艦「グレーシャー」を参考とし調査を開始した。
1963年（昭和38年）8月20日の閣議において南極観測の再開と輸送担当を防衛庁とすることが正式に決定され、文部省及び防衛庁において新船建造準備作業がすすめられることになった。
南極本部では「新船舶設計委員会」が設立され、新船舶要求および設計内容を審議することになった。基本設計を担当する防衛庁の技術研究本部では、いまだかつて経験のない船だけに南極観測船としての特殊事項について、各界の学識経験者を設計技術顧問として招き「南極観測設計研究会」を設けて学識経験者に助言を求めた。基本設計作業に先立って、各観測部門、宗谷の運航実績について研究会の各専門家から意見を聴取し、設計に必要な技術資料の収集を行った。この研究会は総会のほか、航海、砕氷、航空、輸送、船体構造等の分科会を開いた。研究会の成果を踏まえて本格的な設計が進められた。その結果、ふじは宗谷と同じく砕氷艦、輸送艦、観測艦、ヘリコプター母艦という複数の任務を背負い込む多目的砕氷艦となった。当時諸外国の観測隊は砕氷船、補給船、調査船などの数隻で編成されているのが一般的だった。
宗谷の経験から艦と基地の間の輸送は数十マイル離れた氷海からヘリコプターで空輸することを基本に、船型は船首楼を船尾まで延ばし、三層とも全通の甲板とし後部はヘリ3機の格納庫及びヘリコプター発着甲板にした。航空輸送能力は昭和基地から40マイル離れた所から、4日間で300t、6日間で400tの物資を運べることを目途にした。
基準排水量は5,250t、満載時9,120t。主機関は4基、2軸、12,000馬力とし、2基、2軸の場合でも15ノットの航海速力を得られるようにした。
推進方式はグレーシャー号及びオビ号に倣ってディーゼル機関で発電し電力でスクリューを回す電気推進方式が採用され、艦橋中央、両舷側、上部操舵所、機関操縦室の5ヵ所で操縦可能。
艦上観測用として、気象、高層気象、電離層、宇宙線、夜光、極光、海洋生物、地磁気、地震、重力等の11部門の設備を保有。
砕氷能力はチャージングによる最大破壊氷厚を重視し連続砕氷可能な氷の厚さは80～120cm、最大砕氷能力はチャージングで6mを目標とした。
船殻構造には日本海事協会規則を適用し砕氷船としての船殻補強にはノルウェー船級協会規則を一部適用した。耐氷帯部分の外板には低温靱性に優れた、厚さ35～45mmの高張力鋼を用い、400mm間隔に肋骨を配置して補強し、隔壁間にウェブフレームを配置して強力な格子構造を形成して氷厚に耐えることとした。第3甲板以下は二重船殻構造としこの部分を燃料タンクに充当した。
艤装として最大500ｔ荷物を積載することができるほか荷役設備として、電動クレーン4基10t×1、8t×1、6t×2、エレベーター1基、コンベレーター2基、フォークリフト2基を有している。ビルジキールの代わりに横揺れ削減のため日本鋼管と海上保安庁技術部が共同で開発した減揺タンクを装備。
搭載ヘリは偵察及び輸送用にシコルスキー S-61を2機、氷状調査用にベル47G2Aを1機搭載。これらの搭載機は「ふじ」が南極観測の任を解かれた後、「しらせ」に搭載された。

## 歴史
日本の南極観測は、1962年（昭和37年）の第6次観測隊以降、一時中断していたが、1963年（昭和38年）8月20日の閣議決定「南極地域観測の再開について」に基づき再開されることとなった。同閣議決定では輸送手段について、防衛庁の担当とされこの決定にともなって、間をおいて自衛隊法を改正の上、新南極観測船は防衛庁が運用することとなった。1964年（昭和39年）8月文部省と日本鋼管の間に船体の調達に関する契約が締結され8月28日に日本鋼管鶴見造船所において起工され、同年11月には船台搭載が開始され、船台期間4か月で1965年（昭和40年）3月18日に進水という急ピッチで船殻工事が進められた。
また南極本部は新船の船名を一般公募のうえ選定、決定することにし1965年（昭和40年）1月11日から2月20日まで一般公募を行い、総数44万余通にのぼった応募船名の中から選考した結果「ふじ」とすることに決定した。1965年（昭和40年）2月自衛隊法の改正にともない、予算が文部省から防衛庁に移り、船から艦になった。
進水作業に当たっては、前後部の船型が極めてやせていることと、進水重量が船の大きさの割に大きい事から、進水時の船尾浮場までの走行距離が長く、また喫水が大きく広範囲の浚渫を必要とする等多くの問題が生じた。進水諸元を検討した結果、進水は通常の方式では不可能であり、進水固定台の延長と浮力タンクの取り付けという異例の進水計画が立てられた。船台には約30mの仮設固定台が設置され、船体の前、中、後部に浮力タンクが取り付けられ、細心の注意を払って進水式の準備が進められた。
新南極観測船は、1965年（昭和40年）3月18日午後4時45分、皇太子、同妃臨席のもと「ふじ」と命名され無事進水し、6月28日から公試運転に入り、7回の海上運転の後、7月15日、予定通りに引き渡しが完了し、砕氷艦「ふじ」が誕生した。
1965年（昭和40年）11月20日、東京を晴海ふ頭を出港、奄美大島の南東海上で第1航空隊のP2V-7が投下したメッセージや新聞などを収めたコンテナを受け取る。航行中は部署訓練を行いつつフィリピン沖で第2次大戦の戦没者に対する洋上慰霊祭を行う。12月5日、フリーマントルに寄港した。寄港中、整備、補給、休養および親善行事を実施し、11日に出港した。17日、南緯55度を通過し南極圏に進入。20日、航空機の防錆を解除、27日、昭和基地沖の流氷縁着、流氷域に進入を開始した。30日、昭和基地から31度38海里の定着氷に到達。1966年（昭和41年）1月3日から本格的な空輸を開始し、20日には昭和基地が再開された。25日から空輸と並行して、リュツォホルム湾の内方に進入、27日、昭和基地に接岸、雪上車および大型物資の陸揚げし、全物資435ｔの輸送を完了した。2月1日、第7次越冬隊成立。同日ふじは昭和基地を離岸、2日、流氷縁を離れ、3日、ソ連のマラジョーナ基地を訪問、同日オビ号と会合、6日、同基地発、西航を開始、10日ベルギーのロワボードワン基地を訪問、13日、南極大陸を後にして、ケープタウンに向かった。18日、南緯55度を通過し、24日、ケープタウン入港、3月3日発、19日、コロンボ入港、23日発、この間、各寄港地において整備、補給、休養および各種交歓行事を実施し、4月8日、東京晴海ふ頭に帰港した。総行動日数140日、総航程22,500海里に及ぶ行動であり、観測隊員40名、オブサーバー7名、観測隊員物資435tの輸送を完遂したほか、昭和基地接岸、外国基地訪問、リュツォホルム湾の野外観測および基地作業支援を行った。
観測再開となった1965年（昭和40年）の第7次隊より用いられ、1983年（昭和58年）の第24次隊まで使われている。
1970年（昭和45年）2月、南極海でプロペラ（原文ママ）が折れて立ち往生を余儀なくされ、救援要請をアメリカとソ連に出したが、同年3月に入り氷状が好転、自力で脱出することに成功した。
1978年（昭和53年）7月3日、ヘリコプター搭載型巡視船「そうや」の進水式に参加。同年12月31日、第29回紅白歌合戦の際、春日八郎がさよなら宗谷を歌う前にふじ艦内に電話がつながった。
1982年（昭和57年）11月25日、船の科学館前で宗谷の汽笛を受けた後、東京湾において同年11月12日に就役した「しらせ」と第37護衛隊（「あやせ」、「ちとせ」）に歓送され最後の南極行へ出発した。これが「しらせ」の自衛艦として最初の任務となった。
1982年（昭和57年）12月、カナダ規則において規定された世界の砕氷船のランク付けでアークティッククラス2.9で世界12位と評価された。
1983年（昭和58年）4月20日、晴海埠頭着の航海をもって、南極観測船の役目を「しらせ」に譲り二代目南極観測船としての役目を終えた。
行動日数は2,869日、輸送人員は800名、輸送量は8,529.5t、氷海でのチャージング回数は23,416回であった。
ふじは先代の「宗谷」よりも大型で砕氷性能も上回っていたが、過酷な南極観測任務において多くの困難に見舞われた。第7次から第11次までは連続で接岸に成功したが、第11次行動の帰路の際、右推進翼4枚全折損事故の後は老朽化が見えはじめ、この後の昭和基地への接岸は第19次観測のみになり、18回中6回の接岸にとどまったが、接岸できなくても計画通りに行動し、任務を完遂させた。

## 歴代艦長
| 代 | 氏名     | 在任期間              | 出身校・期              | 前職                                | 後職                                                       | 備考                       |
| -- | -------- | --------------------- | ----------------------- | ----------------------------------- | ---------------------------------------------------------- | -------------------------- |
| 01 | 本多敏治 | 1965.7.15 - 1966.6.30 | 海兵64期                | ふじ艤装員長                        | 海上幕僚監部防衛部付                                       | 楢（松型駆逐艦）艦長       |
| 02 | 松浦光利 | 1966.7.1 - 1967.5.15  | 神高船（航） 昭和17年卒 | ふじ副長                            | 横須賀地方総監部付 →1967.12.16 第7護衛隊司令               |                            |
| 03 | 本多敏治 | 1967.5.16 - 1968.5.15 | 海兵64期                | 海上幕僚監部付                      | 海上幕僚監部防衛部付 →1968.7.1 海上幕僚監部監察官          | 1968.1.1海将補昇任         |
| 04 | 松島茂雄 | 1968.5.16 - 1969.5.19 | 海兵66期                | ふじ副長                            | 横須賀地方総監部付 →1969.7.16 東京業務隊付 →1969.10.1 退職 | 伊号第三百六十九潜水艦艦長 |
| 05 | 磯辺秀雄 | 1969.5.20 - 1970.5.31 | 海兵68期                | ふじ副長                            | 大湊地方総監部防衛部長                                     |                            |
| 06 | 大森正人 | 1970.6.1 - 1971.5.31  | 海兵70期                | 海上幕僚監部防衛部 南極観測支援室長 | 横須賀地方総監部付 →1971.7.16 第1海上訓練指導隊司令        |                            |
| 07 | 前田冬樹 | 1971.6.1 -1973.5.31   | 海兵71期                | 海上幕僚監部防衛部 南極観測支援室長 | 横須賀防備隊司令                                           |                            |
| 08 | 森田 衛  | 1973.6.1 - 1975.6.30  | 海兵73期                | 海上幕僚監部防衛部 南極観測支援室長 | 横須賀地方総監部付 →1975.11.15 下関基地隊司令              |                            |
| 09 | 蔵本恒造 | 1975.7.1 - 1977.5.31  | 海兵75期                | 海上幕僚監部防衛部 南極観測支援室長 | 東京業務隊付 →1977.7.1 はまな艦長                          | 元運用長                   |
| 10 | 田辺元起 | 1977.6.1 - 1979.6.30  | 海兵76期                | 海上幕僚監部防衛部 南極観測支援室長 | 横須賀地方総監部付 →1979.9.1 第1練習隊司令                 |                            |
| 11 | 根井 繁  | 1979.7.1 -1981.7.14   | 早大・ 3期幹候          | 海上幕僚監部防衛部 南極観測支援室長 | 開発指導隊群司令部付 →1981.9.1 第2海上訓練指導隊司令       | 第16.17次 副長             |
| 12 | 竹内秀一 | 1981.7.15 - 1983.6.1  | 金沢大・ 4期幹候        | 第32護衛隊司令                      | 自衛艦隊司令部付 →1983.8.1 海洋業務群司令                  |                            |
| 13 | 倉田 篤  | 1983.6.2 - 1984.4.11  | 海保大3期・ 8期幹候     | 海上幕僚監部防衛部 南極観測支援室   | 横須賀地方総監部付                                         | 2等海佐 しらせ第2代艦長    |

## その他
記念切手「南極地域観測再開記念」（1965年（昭和40年）11月20日発行）および、記念切手シール「南極地域観測事業開始50周年」（2007年（平成19年）1月23日発行）の切手に、宗谷、ふじ、しらせが描かれている。また、記念切手「名古屋港 東海 - 40（愛知県）」（2007年（平成19年）11月5日発行）の中の、「名古屋港・愛知県」という切手で、ふじが描かれている。
第7次及び19次観測時に記念スタンプとしてふじが登場している。
ふじは総合訓練寄港地において一般公開を実施し昭和40～55年かけての見学者数は128万人を超えた。
2017年（平成29年）8月28日、船内の理髪室が全国理容生活衛生同業組合連合会より理容遺産として認定され船内で認定証授与式が行われた。